# Diecezja Hearst–Moosonee
Diecezja Hearst-Moosonee – diecezja rzymskokatolicka w Kanadzie. Została erygowana w 1918 jako prefektura apostolska Północnego Ontario. W 1920 podniesiona do rangi wikariatu apostolskiego. Od 1938 diecezja.
3 grudnia 2018 została połączona z diecezją Moosonee, a jest nazwa zmieniona na diecezja Hearst–Moosonee

## Biskupi diecezjalni
- Joseph-Jean-Baptiste Hallé † (1918 − 1938)
- Joseph Charbonneau † (1939 − 1940)
- Albini LeBlanc † (1940 − 1945)
- Georges-Léon Landry † (1946 − 1952)
- Louis Lévesque † (1952 − 1964)
- Jacques Landriault (1964 − 1971)
- Roger-Alfred Despatie † (1973 − 1993)
- Pierre Fisette, † (1993 − 1995)
- André Vallée, P.M.E. (1996 − 2005)
- Vincent Cadieux, (2007 − 2016)
- Robert Bourgon, (2016 – 2020)
- Pierre Olivier Tremblay (od 2022)